# Jude Thadaeus Ruwa’ichi

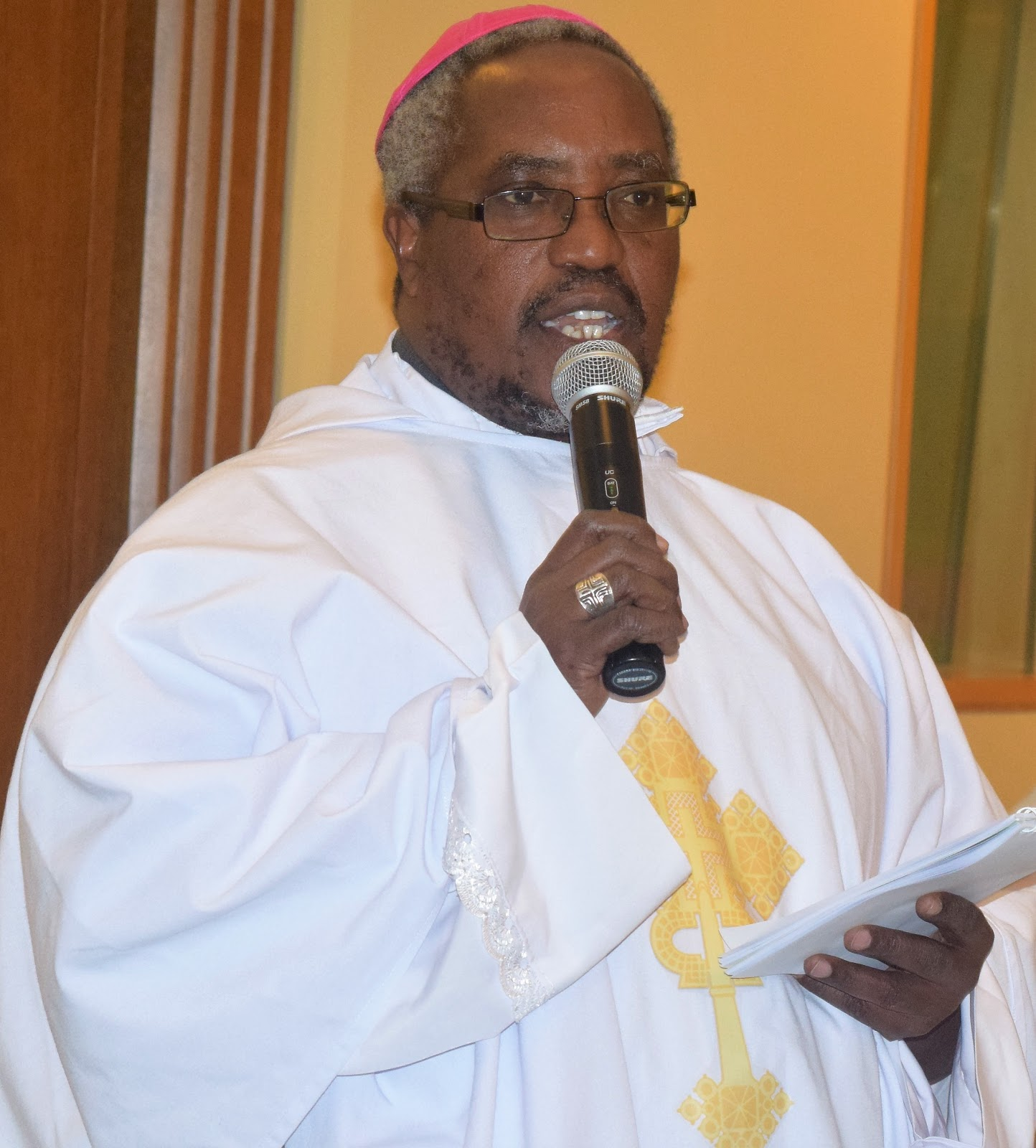
Jude Thadaeus Ruwa’ichi (2018)

Jude Thadaeus Ruwa’ichi OFMCap (* 30. Januar 1954 in Mulo-Kilema) ist ein tansanischer Ordensgeistlicher und Erzbischof von Daressalam.

## Leben
Jude Thadaeus Ruwa’ichi trat der Ordensgemeinschaft der Kapuziner bei und empfing am 25. November 1981 die Priesterweihe.
Papst Johannes Paul II. ernannte ihn am 9. Februar 1999 zum Bischof von Mbulu. Die Bischofsweihe spendete ihm der Erzbischof von Daressalam, Polycarp Kardinal Pengo, am 16. Mai desselben Jahres; Mitkonsekratoren waren Josaphat Louis Lebulu, Erzbischof von Arusha, und Justin Tetmu Samba, Bischof von Musoma. 
Am 15. Januar 2005 wurde er zum Bischof von Dodoma ernannt und am 19. Februar desselben Jahres in das Amt eingeführt. Am 10. November 2010 ernannte ihn Papst Benedikt XVI. zum Erzbischof von Mwanza. Die Amtseinführung fand am 9. Januar des nächsten Jahres statt.
Papst Franziskus ernannte ihn am 21. Juni 2018 zum Koadjutorerzbischof von Daressalam. Mit dem altersbedingten Rücktritt von Polycarp Kardinal Pengo am 15. August 2019 folgte er diesem als Erzbischof von Daressalam nach.
Am 24. Juni 2025 berief ihn Papst Leo XIV. zum Mitglied des Dikasteriums für die Institute geweihten Lebens und für die Gesellschaften apostolischen Lebens.